# Баб-ель-Хава (пункт пропуску)

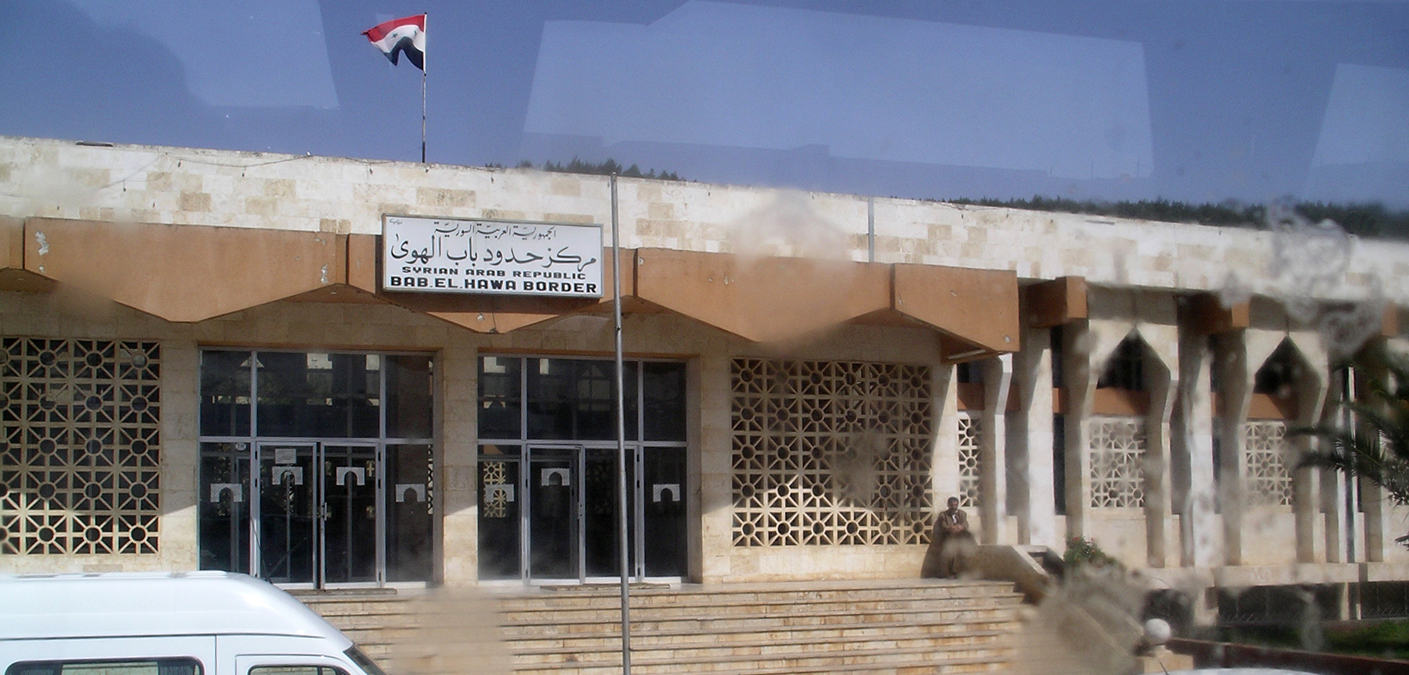
Будівля пункту пропуску

36°13′50.3″ пн. ш. 36°41′33.5″ сх. д. / 36.230639° пн. ш. 36.692639° сх. д.
Баб-ель-Хава (араб. الحدود باب الهوى) — пункт пропуску через Державний кордон Сирії на кордоні з Туреччиною. Знаходиться у провінції Алеппо на сирійській автостраді M45 та турецькій автостраді D827 між містами Іскендерун та Алеппо. З турецької сторони діє пункт пропуску «Джілвегьозю».